# Laboulbenia casnoniae
Laboulbenia casnoniae är en svampart som beskrevs av Thaxt. 1891. Laboulbenia casnoniae ingår i släktet Laboulbenia och familjen Laboulbeniaceae.   Inga underarter finns listade i Catalogue of Life.